# Občina Ribnica

Lega kraja v Atlasu okolja

Občina Ribnica je ena od občin v Republiki Sloveniji, s središčem v Ribnici in ima nekaj manj kot 10.000 prebivalcev. Meji na občine Sodražica, Kočevje, Velike Lašče, Dobrepolje, Loški Potok. Iz njenega nekdanjega ozemlja sta se izločili Sodražica in severni del Občine Loški potok.
Mesto Ribnica je zgodovinsko, kulturno, gospodarsko in upravno središče istoimenovane občine. Leži sredi Ribniškega polja med grebenoma Male in Velike gore ob reki Bistrici. Ribniška dolina se proti jugu razširi v večji naselji Prigorica in Dolenja vas z obsežnim dolenjevaškim poljem proti zahodu se podaljša do Sodražice, od koder se svet proti severu dvigne v slikovita Slemena, proti jugozahodu pa se povzpne v Loški Potok.
Podnebje je zmerno celinsko z dolgimi zimskimi obdobji in obilico snežnih padavin. Več kot 60 % površine pokrivajo bogati gozdovi, predvsem iglavci, ki so polni raznovrstne divjadi. Poleg največje kraške ponikalnice Ribnice sta poznani še Bistrica in Tržiščica. Reke poniknejo in pridejo na dan v Krko. Ob višjem vodostaju rek na polju se oblikuje velik skupni rečni sistem, ki se prelije iz Ribniškega v Kočevsko polje z dolžino 70 km.

## Krajevne skupnosti
Občina se deli na krajevne skupnosti Ribnica, Velike Poljane, Dolenja vas in Sveti Gregor.

## Naselja v občini
Andol, Blate, Breg pri Ribnici na Dolenjskem, Breže, Brinovščica, Bukovec pri Poljanah, Bukovica, Dane, Dolenja vas, Dolenje Podpoljane, Dolenji Lazi, Dule, Črnec, Črni Potok pri Velikih Laščah, Finkovo, Gašpinovo, Gorenje Podpoljane, Gorenji Lazi, Goriča vas, Graben, Grčarice, Grčarske Ravne, Grebenje, Grič, Hojče, Hrovača, Hudi Konec, Jelenov Žleb, Junčje, Jurjevica, Kot pri Rakitnici, Kot pri Ribnici, Krnče, Levstiki, Lipovec, Makoše, Marolče, Maršiči, Nemška vas, Ortnek, Otavice, Perovo, Praproče, Prigorica, Pugled pri Karlovici, Pusti Hrib, Rakitnica, Ribnica, Rigelj pri Ortneku, Sajevec, Slatnik, Sušje, Sveti Gregor, Škrajnek, Velike Poljane, Vintarji, Vrh pri Poljanah, Zadniki, Zadolje, Zapuže pri Ribnici, Zlati Rep, Žlebič, Žukovo

## Zgodovina

### Naselitev ribniške doline
Najstarejša znana poselitev ribniške doline, na področju Dolenje vasi, sodi v pozno bronasto dobo, v čas kulture žarnih grobišč, med obdobjema 1300 in 900 pred našim štetjem. Leta 1896 so ob kopanju jarka ob Bistrici v Žlebiču odkrili odlomek bronastega meča, domnevo o poselitvi potrjuje tudi zakladna najdba, od katere sta se ohranila bronasta sekira in kos surovega brona. Dokončna potrditev o poselitvi tega področja v tem obdobju je odkritje naselbine na nizkem griču v Žlebiču.
V čas železne dobe je datirano gradišče, ki je stalo na ledini pri cerkvi sv. Ane v Mali gori na višini 930 metrov in ga je obdajal trojni nasip.
Iz antičnega obdobja je znana naključna najdba novca z glavo rimskega cesarja Hadrijana v Veliki gori.

### Izvor imena in prva omemba Ribnice
Prva omemba Ribnice naj bi bila leta 1082, ko naj bi se Katarina Žovneška poročila s Turjačanom Konradom in za doto prinesla ribniško graščino. Ta letnica je sporna, saj so zgodovinarji turjaško rimano genealogijo, kjer so bili ohranjeni ti zapisi, označili kot nezanesljiv vir.
Prva zanesljiva omemba Ribnice sega v leto 1220, ko to področje obvladuje fevdalna rodbina Turjačanov, in sicer kot gospostvo Rewenicz. Leta 1263, pod Ortenburžani, se omenja grad kot Castrum Reiuenz, v srednjem veku pa se ime ponemči, in najdemo Ribnico kot Reiffnitz.

## Naravna in kulturna dediščina

### Naravna dediščina
- Ribniško polje
- Slemena
- Francetova jama
- Jama Žiglovica
- Finkova jama
- Ponorna jama Tentera
- Mala gora (Sveta Ana)
- Grmada nad Ortnekom
- Bele stene
- reka Ribnica

### Kulturna dediščina
Območje občine Ribnica je pestro, bogato in raznoliko glede na območja in objekte kulturne dediščine, ki je rezultat človekove ustvarjalnosti in dejavnosti. Na območju so prisotne vse zvrsti dediščine: arhitekturna, umetnostna in zgodovinska, arheološka, naselbinska, etnološka, tehniška, spomeniki oblikovane narave in kulturna krajina.
- Ribniški grad
- Ortneški ali Stari grad
- Grad na Bregu
- Mesto Ribnica
- Župnijska cerkev svetega Štefana
- Cerkev sv. Križa
- Cerkev sv. Ane
- Stanovanjski hiši na Pugledu
- Škrabčeva domačija
- Cerkev svetega Urha

V Ribnici vsakoletno poteka Ribniški sejem suhe robe in lončarstva.

## Znane osebnosti povezane z Ribnico
- Janez Škrabec - podjetnik
- Lucija Čirović - komičarka, igralka
- Nuša Lesar - TV voditeljica, novinarka
- Bojan Adamič - skladatelj, dirigent
- Franja Bojc Bidovec - slovenska partizanska zdravnica
- France Dejak - domobranec in pričevalec iz Kočevskega Roga
- Franc Jaklič - pisatelj
- Luka Knafelj - ustanovitelj štipendijskega sklada na Dunaju
- Peter Kozina - gospodarstvenik
- Peter Kozler - geograf in politik
- Janez Evangelist Krek - sociolog, politik, časnikar, pisatelj
- Zmaga Kumer - slavistka, muzikologinja
- Ignacij Merhar - organizator slovenskega gasilstva
- Milan Mihelič - arhitekt
- Jakob Petelin Gallus - skladatelj
- Jože Petek - fotoreporter
- Janez Podboj - pisatelj
- Jožef Rudež - etnograf
- Jože Rus - geograf, zgodovinar
- Stanislav Škrabec - jezikoslovec
- Matevž Šmalc - prevajalec, esejist, literarni kritik, jezikoslovec
- Ivan Šušteršič - politik
- Erika Žnidaršič - TV voditeljica
- Maša Kljun - TV voditeljica
- Magdalena Gornik - mističarka, stigmatičarka
- Metod Mikuž - teolog in zgodovinar
- Ivanka Škrabec Novak - učiteljica in mučenka

Ribniško šolo je obiskoval France Prešeren, Valentin Vodnik je služboval v ribniški župniji.